# On the Radio
On the Radio is een single van de Vlaamse zangeres Natalia die voor het eerst werd uitgebracht in Nederland op 2 juni 2009. In België werd On the Radio op 29 maart 2010 als digitale single uitgebracht. De song is afkomstig van Natalia's vierde studioalbum: Wise Girl.
On the Radio is de tweede single die officieel in Nederland werd uitgebracht. Eerder, in 2005, was het reeds de bedoeling door te breken in het land met het nummer Risin', dat in België erg goed scoorde in de hitlijsten. Gelijktijdig met de release van On the Radio in Nederland, werd in België de single Feeling uitgebracht. In april 2010 werd besloten om On the Radio ook uit te brengen in eigen land.